# Stejaru (okręg Jałomica)
Stejaru – wieś w Rumunii, w okręgu Jałomica, w gminie Perieți. W 2011 roku liczyła 402 mieszkańców.